# Rock Steady
Rock Steady – piąty album studyjny amerykańskiej formacji No Doubt, wydany przez wytwórnię Interscope w 2001 roku.
Pomysł nagrania albumu był równie spontaniczny co sam album. Zespół większość piosenek nagrał na Jamajce współpracując z takimi gwiazdami reggae i dancehall jak Sly&Robbie, Steely & Clevie, Lady Saw, Bounty Killer (dwoje ostatnich udzieliło się wokalnie). Oprócz tych artystów zespół wsparli: The Neptunes, Nelle Hooper, Ric Ocasek, Dave Stewart z brytyjskiego duetu Eurythmics i Prince. Na płycie słychać mniej gitary elektrycznej i basowej jak na poprzednich krążkach, a więcej keybordu i elektronicznych rozwiązań. Cały album utrzymany jest w lekkiej tanecznej aranżacji. Za single "Hey Baby" i "Underneath It All" grupa otrzymała dwie statuetki Grammy w 2002 i w 2003 roku za Najlepsze grupowe wykonanie Pop. W 2003 album został sklasyfikowany na 316. miejscu listy 500 albumów wszech czasów magazynu Rolling Stone.

## Lista utworów
1. "Intro" – 0:27
2. "Hella Good" – 4:02
3. "Hey Baby" – 3:26
4. "Making Out" – 4:14
5. "Underneath It All" – 5:02
6. "Detective" – 2:53
7. "Don't Let Me Down" – 4:08
8. "Start The Fire" – 4:08
9. "Runnig" – 4:01
10. "In My Head" – 3:25
11. "Platinum Blonde Life" – 3:27
12. "Waiting Room" – 4:27
13. "Rock Steady" – 5:25

## Twórcy
- Gwen Stefani – śpiew
- Tony Kanal – gitara basowa, keyboard
- Tom Dumont – gitara elektryczna, keyboard
- Adrian Young – perkusja